# Acaca
Genre
Synonymes
- Pseudoacaca Caporiacco, 1949

Acaca est un genre d'opilions laniatores de la famille des Assamiidae.

## Distribution
Les espèces de ce genre sont endémiques d'Éthiopie.

## Liste des espèces
Selon World Catalogue of Opiliones (31/05/2021) :
- Acaca albatra Roewer, 1935
- Acaca liobuniformis (Caporiacco, 1949)

## Publication originale
- Roewer, 1935 : « Alte und neue Assamiidae. Weitere Weberknechte VIII (8. Ergänzung der "Weberknechte der Erde" 1923). » Veröffentlichungen aus dem Deutschen Kolonial- und Übersee-Museum in Bremen, vol. 1, no 3, p. 1–168.